# 福田剛久
福田 剛久（ふくだ たかひさ、1951年5月7日 - ）は、日本の裁判官、弁護士。最高裁判所上席調査官、静岡地方裁判所所長、東京高等裁判所部総括判事を経て、高松高等裁判所長官。瑞宝重光章受章。京都大学法学部卒業。山口県出身。

## 経歴
- 1975年 司法修習生
- 1977年 東京地方裁判所判事補
- 1980年 最高裁判所事務総局民事局付
- 1982年 東京地方裁判所判事補
- 1984年 長崎地方裁判所厳原支部判事補
- 1986年 東京地方裁判所判事補
- 1987年 東京地方裁判所判事
- 1989年 最高裁判所事務総局行政局参事官
- 1990年 最高裁判所事務総局民事局第二課長
- 1993年 最高裁判所事務総局民事局第一課長兼第三課長兼広報課付
- 1996年 東京地方裁判所判事
- 1998年 東京地方裁判所判事部総括（民事30部）
- 2004年 最高裁判所上席調査官
- 2009年 静岡地方裁判所所長
- 2011年 東京高等裁判所部総括判事
- 2015年3月18日 高松高等裁判所長官[1]
- 2016年5月 定年退官
- 2017年1月 弁護士登録（東京第一弁護士会）、田辺総合法律事務所パートナー[2]
- 2021年11月 瑞宝重光章受章[3]

## 著書
- （秋山幹男・加藤新太郎・伊藤眞・高田裕成・山本和彦との共著）『コンメンタール民事訴訟法』（日本評論社）